# 정기행위
정기행위(定期行爲)란 계약의 성질에 의하여 또는 당사자의 의사표시에 의하여 일정한 시일 또는 일정한 기간 내에 이행하지 않으면 채권자가 계약의 목적을 달성할 수 없는 계약을 말한다.(대한민국 민법 제545조 참조)
정기행위는 이행기(履行期)가 결정적인 의미를 갖는다. 예컨대 여행용 가방의 매매에서 가방은 매수인의 해외여행용이며 따라서 매수인 집에 출발 3일 전에 필착(必着)할 것이라는 명시가 있는 경우 이것을 '상대적 정기행위'라 한다. 이행기 엄수가 극히 중요하며 이행지체는 거의 무의미하고 특수한 경우이다. 따라서 여행용 가방의 매매에서는 언제나 그렇다고는 할 수 없으므로 이 점의 명시가 필요하다.
그러나 신입생의 교복(지정 양복점에서)의 매매의 경우라면 그 점을 명시하지 않아도 성질상 객관적으로 명백하며, 이것을 '절대적 정기행위'라고 한다.